# Sabas Ramiro Tafur Reyes
Sabas Ramiro Tafur Reyes es un Ingeniero Agrónomo que fue alcalde designado de la ciudad de Cali tras la destitución del electo Apolinar Salcedo. A lo largo de su carrera ha presidido la Sociedad de Agricultores y Ganadores del Valle, fue directivo del Comité Intergremial de la Asociación Hortifrutícula del Valle y la Corporación Autónoma Regional del Valle del Cauca (CVC).